# Thecla tympania
Thecla tympania är en fjärilsart som beskrevs av William Chapman Hewitson 1869. Thecla tympania ingår i släktet Thecla och familjen juvelvingar. Inga underarter finns listade i Catalogue of Life.